# 佛山高明体育中心体育场
佛山高明体育中心体育场位于佛山市高明区西江新城的综合性体育场，可以举办各类田径、足球比赛项目，同时也作大型文艺演出、会议展览等用途。建筑面积14,000平方米，观众座位8,000个。
2015年，体育场承办了2015赛季中国女足超霸杯决赛。
2016年，体育场承办了2016赛季中国足协杯资格赛。